# Bahnstrecke Hrochův Týnec–Chrast u Chrudimi
| Kursbuchstrecke: | 1d (1978)            |                                               |                                               |
| Streckenlänge: | 10,998 km            |                                               |                                               |
| Spurweite: | 1435 mm (Normalspur) |                                               |                                               |
| |                      |                                               |                                               |
| \| \| \| von Heřmanův Městec (vorm. LB Chrudim–Holitz) \| \| \| \| 0,000 \| Hrochův Týnec früher Hrochowteinitz \| Hrochův Týnec früher Hrochowteinitz \| \| \| \| nach Borohrádek (vorm. LB Chrudim–Holitz) \| \| \| \| 2,514 \| Skalice u Chrudimi \| Skalice u Chrudimi \| \| \| 4,800 \| Brčekoly \| Brčekoly \| \| \| \| vlečka cukrovar Kinsky \| \| \| \| 6,646 \| Rosice u Chrasti früher Rositz-Seslawek \| Rosice u Chrasti früher Rositz-Seslawek \| \| \| \| Werkbahn der Ziegelei Rosice \| \| \| \| 8,195 \| Chrašice früher Chraschitz \| Chrašice früher Chraschitz \| \| \| 9,372 \| Chrast u Chrudimi město früher Chrast Stadt \| Chrast u Chrudimi město früher Chrast Stadt \| \| \| \| von Havlíčkův Brod (vorm. ÖNWB) \| \| \| \| 10,998 \| Chrast u Chrudimi früher Chrast \| Chrast u Chrudimi früher Chrast \| \| \| \| nach Pardubice (vorm. ÖNWB) \| \| |                      |                                               |                                               |
| Strecke |                      | von Heřmanův Městec (vorm. LB Chrudim–Holitz) | von Heřmanův Městec (vorm. LB Chrudim–Holitz) |
| Bahnhof | 0,000                | Hrochův Týnec früher Hrochowteinitz           | Hrochův Týnec früher Hrochowteinitz           |
| Abzweig ehemals geradeaus und nach links |                      | nach Borohrádek (vorm. LB Chrudim–Holitz)     | nach Borohrádek (vorm. LB Chrudim–Holitz)     |
| Haltepunkt / Haltestelle (Strecke außer Betrieb) | 2,514                | Skalice u Chrudimi                            | Skalice u Chrudimi                            |
| Haltepunkt / Haltestelle (Strecke außer Betrieb) | 4,800                | Brčekoly                                      | Brčekoly                                      |
| Abzweig geradeaus und von links (Strecke außer Betrieb) |                      | vlečka cukrovar Kinsky                        | vlečka cukrovar Kinsky                        |
| Haltepunkt / Haltestelle (Strecke außer Betrieb) | 6,646                | Rosice u Chrasti früher Rositz-Seslawek       | Rosice u Chrasti früher Rositz-Seslawek       |
| Kreuzung geradeaus oben (Strecken außer Betrieb) |                      | Werkbahn der Ziegelei Rosice                  | Werkbahn der Ziegelei Rosice                  |
| Haltepunkt / Haltestelle (Strecke außer Betrieb) | 8,195                | Chrašice früher Chraschitz                    | Chrašice früher Chraschitz                    |
| Bahnhof (Strecke außer Betrieb) | 9,372                | Chrast u Chrudimi město früher Chrast Stadt   | Chrast u Chrudimi město früher Chrast Stadt   |
| Abzweig ehemals geradeaus und von links |                      | von Havlíčkův Brod (vorm. ÖNWB)               | von Havlíčkův Brod (vorm. ÖNWB)               |
| Bahnhof | 10,998               | Chrast u Chrudimi früher Chrast               | Chrast u Chrudimi früher Chrast               |
| Strecke |                      | nach Pardubice (vorm. ÖNWB)                   | nach Pardubice (vorm. ÖNWB)                   |

Die Bahnstrecke Hrochův Týnec–Chrast u Chrudimi war eine regionale Eisenbahnverbindung in Tschechien, die ursprünglich als Teil der landesgarantierten Lokalbahn Chrudim–Holitz erbaut und betrieben wurde. Sie verlief von Hrochův Týnec nach Chrast u Chrudimi.

## Geschichte
Die Konzession für die „Lokalbahn von Heřman-Městec nach Borohradek mit Abzweigung von Hrochow Teinitz nach Chrast“ wurde am 26. Mai 1897 einem Konsortium der örtlichen Zuckerfabrikanten erteilt. Die Konzessionäre wurden verpflichtet, den Bau der Strecken sofort zu beginnen und binnen zwei Jahren fertigzustellen. Die Konzessionsdauer war auf 90 Jahre festgesetzt.
Das Prager Ingenieurbüro Reiter & Štěpán projektierte die Trasse, die Baufirma B. Bořkovec & O. Dvořák übernahm die Bauausführung. Eröffnet wurde die Strecke am 25. September 1899 zusammen mit der Hauptverbindung Heřmanměstec–Borohrádek. Den Betrieb führten die k.k. Staatsbahnen (kkStB) für Rechnung der Eigentümer aus.
Nach dem Zerfall Österreich-Ungarns im Oktober 1918 ging die Betriebsführung an die neu gegründeten Tschechoslowakischen Staatsbahnen (ČSD) über. Der Fahrplan von 1921 verzeichnete zwei gemischte Zugpaare 2. und 3. Klasse. Sie benötigte für die zwölf Kilometer lange Strecke 48–49 Minuten. Am 1. Januar 1925 wurde die Lokalbahn Chrudim–Holitz verstaatlicht und die Strecke wurde ins Netz der ČSD integriert. Sie wurde fortan von der Staatsbahndirektion (Ředitelství státních drah) in Hradec Králové verwaltet.
Der Einsatz moderner Motorzüge ermöglichte Anfang der 1930er Jahre eine deutliche Verdichtung des Fahrplanes auf vier Zugpaare. Die Motorwagen bewältigten die Strecke fortan in 25–26 Minuten.
Während der Weltwirtschaftskrise Anfang der 1930er Jahre sank die Verkehrsleistung auf ein Minimum. Der Reiseverkehr wurde daraufhin am 15. Mai 1934 zugunsten einer Autobuslinie eingestellt.

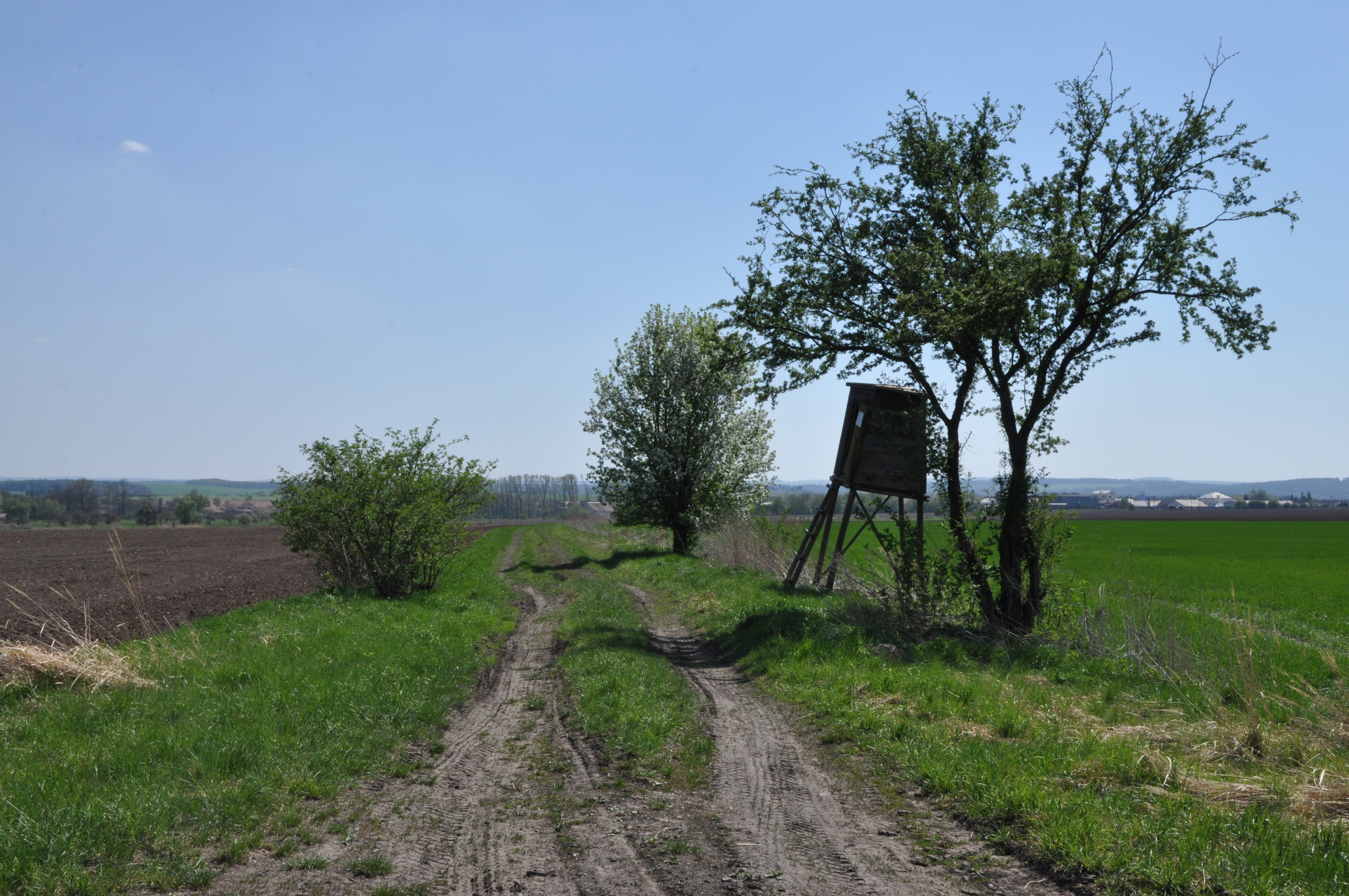
Der Bahnkörper zwischen Brčekoly und Přestavlky dient als Feldweg (2011)

Im Zweiten Weltkrieg lag die Strecke zur Gänze im Protektorat Böhmen und Mähren. Betreiber waren jetzt die Protektoratsbahnen Böhmen und Mähren (ČMD-BMB). Am 16. November 1941 nahmen die ČMD-BMB den Reiseverkehr wieder auf. Der Fahrplan von 1944 verzeichnete vier Zugpaare über die Gesamtstrecke, drei weitere bedienten Teilstrecken. Am 9. Mai 1945 kam die Strecke wieder vollständig zu den ČSD.
Bis Anfang der 1970er Jahre verlagerte man den Rübentransport auf die Straße, worauf die Strecke ihre Bedeutung verlor. Im Jahr 1974 wurde der verbliebene Güterverkehr eingestellt. Im Winterfahrplan von 1975/76 wurde die Strecke von vier durchgehenden Reisezugpaaren befahren, zwei weitere bedienten die Teilstrecke Rosice–Chrast. Die Fahrzeiten glichen denen von 1931.
Am 31. Jänner 1978 fuhren letztmals Reisezüge über die Strecke. Bis zum 1. Juni 1980 verkehrte noch ein Schienenersatzverkehr, dann wurde die Strecke endgültig stillgelegt. Im Zuge des Baues einer Umgehungsstraße begann 1982 in Hrochův Týnec die Gleisdemontage. Der Abschnitt  Rosice–Chrast město diente bis 1989 zur Abstellung nicht benötigter Güterwagen. Örtlichen Güterverkehr gab es noch eine Zeitlang zwischen Chrast město und Chrast. Im Jahr 2005 wurde auch dieser Abschnitt aufgegeben und abgebaut.